# 成方圆
成方圆（1960年9月5日—），中国大陆女歌手，一级演员，中国音乐家协会理事、中国音协流行音乐学会副主席。代表作品有《童年》、《游子吟》、《音乐之声》等。

## 人物经历
1981年起正式步入歌坛，先后录制个人专辑10余张。